# كورت مكمان
كورت مكمان (26 يناير 1915 في الولايات المتحدة - 28 أبريل 1978 بدايتون في الولايات المتحدة) (بالإنجليزية: Curt McMahon)‏ هو لاعب كرة سلة أمريكي في مركز مدافع مسدد الهدف.

## وصلات خارجية
- كورت مكمان على موقع سبورتس رفرنس (الإنجليزية)